# Паламедея
Паламедея (Anhima cornuta) — вид гусеподібних птахів родини паламедеєвих (Anhimidae).

## Поширення
Вид досить поширений в Південній Америці. Трапляється в Колумбії, Венесуелі, Бразилії, Болівії, Перу, Еквадорі, Суринамі, Французькій Гвіані та Гаяні. Популяція на Тринідаді і Тобаго вимерла. Мешкає на болотистих рівнинах та неподалік водойм.

## Опис
Тіло завдовжки 84-95 см, вагою до 3,5 кг. Птах зовні більше схожий на куроподібних, ніж на гусеподібних. Верхня частина тіла, голова і груди чорні, з білими плямами на короні, горлі і верхні стороні крил. Черево і нижня сторона крил білі. На лобі росте тонкий і довгий роговий виріст завдовжки до 10 см. Дзьоб короткий, схожий на дзьоб курки. Ноги довгі. Між довгими пальцями ніг є ледь помітні перетинки. На передньому згині крила по два гострих рогових шипа, які застосовуються для захисту від ворогів та у шлюбних бійках.

## Спосіб життя
Паламедея тримається неподалік водойм. Харчується водною рослинністю. Гніздо будує на мілководді або суші з плавучих рослин. У гнізді 3-6 оливково-коричневих яйця. Інкубація триває 6 тижнів. Пташення покидають гніздо зразу після вилуплення.